# Эйси, Квинси
Квинси Эйси (англ. Quincy Acy; родился 6 октября 1990 года в Тайлере, штат Техас) — американский профессиональный баскетболист, игравший на позициях тяжёлого и лёгкого форварда. Был выбран под общим 37-м номером на драфте НБА 2012 года командой «Торонто Рэпторс».

## Школа и колледж
На последнем году обучения в школе Джона Хорна Квинси набирал 17,8 очков и совершал 7,8 подборов в среднем за матч. По данным Rivals.com был в списке 100 лучших игроков (80-е место, 22 место среди тяжёлых форвардов).
В первом сезоне за университет Бэйлора Квинси набирал в среднем 5,4 очка и совершал 3,6 подбора за матч. Игрок установил рекорд колледжа в конференции Big 12, забив подряд 20 бросков с начала карьеры за колледж (15-24 ноября). Был назван лучшим новичком недели конференции Big 12 по итогам ноября. По итогам сезона Квинси был приглашен в символическую сборную конференции Big 12 для новичков.
Во втором сезоне игрок набирал в среднем 9,3 очка и совершал 5,1 подбор, выходя в Бэйлоре на замену как шестой игрок. По итогам сезона был назван в числе лучших резервистов конференции Big 12.
На третьем году выступлений показатели игрока вновь улучшились, он набирал в среднем 12,4 очка и совершал 7,6 подборов в среднем за матч. В первом раунде турнира Big 12 Квинси набрал лучшие показатели в карьере: 21 очко и 15 подборов, однако команда проиграла Оклахоме. По итогам сезона был признан лучшим шестым игроком года конференции.
В последнем сезоне за колледж набирал 12 очков и совершал 7,4 подборов. По итогам сезона был включен во вторую команду конференции и сборную защиты конференции.

## Карьера в НБА
Был выбран во втором раунде под общим 37-м номером на Драфте НБА 2012 года командой «Торонто Рэпторс». 6 ноября 2012 года был отправлен в команду Лиги развития НБА «Бейкерсфилд Джэм». 12 декабря вновь включен в основной состав команды. В декабре команда осуществила сделку с «Сакраменто Кингз», по которой Эйси Квинси вместе с Руди Геем и Аароном Грэем были обменяны на Патрика Паттерсона, Грейвиса Васкеса и Чака Хейза.
6 августа, 2014 года «Сакраменто» обменял Эйси и Трэвиса Аутло в «Нью-Йорк Никс» на Уэйна Эллингтона и Джереми Тайлера.
22 июля 2015 года подписал новый контракт с «Сакраменто Кингз» и вернулся в команду.
20 июля 2016 года Квинси Эйси заключил контракт с «Даллас Маверикс». Он сыграл 6 матчей за «Даллас» и был отчислен из клуба 18 ноября 2016 года. 28 ноября Квинси стал игроком клуба лиги развития НБА «Лос-Анджелес Ди-Фендерс» и сразу же был обменян в «Техас Лэджендс» . В дебютной встрече за «Техас» он в качестве игрока стартовой пятерке набрал 17 очков и взял 7 подборов за 17 минут игрового времени матча. За «Лэджендс» Эйси сыграл 12 матчей, в который в среднем имел на своем счету 17,3 очка и 8,1 подборов.
10 января 2017 года Квинси Эйси подписал 10-дневный контракт с «Бруклин Нетс». В тот же день он дебютировал за «Нетс» в игре против «Атланта Хокс» и набрал 4 очка за минуту игрового времени матча. 30 января 2017 «Бруклин» и Квинси Эйси согласовали условия двухлетнего контракта.

## Статистика

### Статистика в НБА
| Сезон                                                                                    | Команда    | Регулярный сезон | Регулярный сезон | Регулярный сезон | Регулярный сезон | Регулярный сезон | Регулярный сезон | Регулярный сезон | Регулярный сезон | Регулярный сезон | Регулярный сезон | Регулярный сезон | Серия плей-офф | Серия плей-офф | Серия плей-офф | Серия плей-офф | Серия плей-офф | Серия плей-офф | Серия плей-офф | Серия плей-офф | Серия плей-офф | Серия плей-офф | Серия плей-офф |
| Сезон                                                                                    | Команда    | GP               | GS               | MPG              | FG%              | 3P%              | FT%              | RPG              | APG              | SPG              | BPG              | PPG              | GP             | GS             | MPG            | FG%            | 3P%            | FT%            | RPG            | APG            | SPG            | BPG            | PPG            |
| ---------------------------------------------------------------------------------------- | ---------- | ---------------- | ---------------- | ---------------- | ---------------- | ---------------- | ---------------- | ---------------- | ---------------- | ---------------- | ---------------- | ---------------- | -------------- | -------------- | -------------- | -------------- | -------------- | -------------- | -------------- | -------------- | -------------- | -------------- | -------------- |
| 2012/13                                                                                  | Торонто    | 29               | 0                | 11,8             | 56,0             | 50,0             | 81,6             | 2,7              | 0,4              | 0,4              | 0,5              | 4,0              | Не участвовал  | Не участвовал  | Не участвовал  | Не участвовал  | Не участвовал  | Не участвовал  | Не участвовал  | Не участвовал  | Не участвовал  | Не участвовал  | Не участвовал  |
| 2013/14                                                                                  | Торонто    | 7                | 0                | 8,8              | 42,9             | 40,0             | 62,5             | 2,1              | 0,6              | 0,6              | 0,4              | 2,7              | Не участвовал  | Не участвовал  | Не участвовал  | Не участвовал  | Не участвовал  | Не участвовал  | Не участвовал  | Не участвовал  | Не участвовал  | Не участвовал  | Не участвовал  |
| 2013/14                                                                                  | Сакраменто | 56               | 0                | 14,0             | 47,2             | 20,0             | 66,7             | 3,6              | 0,4              | 0,3              | 0,4              | 2,7              | Не участвовал  | Не участвовал  | Не участвовал  | Не участвовал  | Не участвовал  | Не участвовал  | Не участвовал  | Не участвовал  | Не участвовал  | Не участвовал  | Не участвовал  |
| 2014/15                                                                                  | Нью-Йорк   | 68               | 22               | 18,9             | 45,9             | 30,0             | 78,4             | 4,4              | 1,0              | 0,4              | 0,3              | 5,9              | Не участвовал  | Не участвовал  | Не участвовал  | Не участвовал  | Не участвовал  | Не участвовал  | Не участвовал  | Не участвовал  | Не участвовал  | Не участвовал  | Не участвовал  |
| 2015/16                                                                                  | Сакраменто | 59               | 29               | 14,8             | 55,6             | 38,8             | 73,5             | 3,2              | 0,5              | 0,5              | 0,4              | 5,2              | Не участвовал  | Не участвовал  | Не участвовал  | Не участвовал  | Не участвовал  | Не участвовал  | Не участвовал  | Не участвовал  | Не участвовал  | Не участвовал  | Не участвовал  |
| 2016/17                                                                                  | Даллас     | 6                | 0                | 8,0              | 29,4             | 14,3             | 66,7             | 1,3              | 0,0              | 0,0              | 0,0              | 2,2              | Не участвовал  | Не участвовал  | Не участвовал  | Не участвовал  | Не участвовал  | Не участвовал  | Не участвовал  | Не участвовал  | Не участвовал  | Не участвовал  | Не участвовал  |
| 2016/17                                                                                  | Бруклин    | 32               | 1                | 15,9             | 42,5             | 43,4             | 75,4             | 3,3              | 0,6              | 0,4              | 0,5              | 6,5              | Не участвовал  | Не участвовал  | Не участвовал  | Не участвовал  | Не участвовал  | Не участвовал  | Не участвовал  | Не участвовал  | Не участвовал  | Не участвовал  | Не участвовал  |
| 2017/18                                                                                  | Бруклин    | 70               | 8                | 19,4             | 35,6             | 34,9             | 81,7             | 3,7              | 0,8              | 0,5              | 0,4              | 5,9              | Не участвовал  | Не участвовал  | Не участвовал  | Не участвовал  | Не участвовал  | Не участвовал  | Не участвовал  | Не участвовал  | Не участвовал  | Не участвовал  | Не участвовал  |
|                                                                                          | Всего      | 327              | 60               | 16,1             | 44,7             | 35,6             | 76,1             | 3,5              | 0,6              | 0,4              | 0,4              | 5,0              | Не участвовал  | Не участвовал  | Не участвовал  | Не участвовал  | Не участвовал  | Не участвовал  | Не участвовал  | Не участвовал  | Не участвовал  | Не участвовал  | Не участвовал  |
| Наведите курсор мыши на аббревиатуры в заголовке таблицы, чтобы прочесть их расшифровку. |            |                  |                  |                  |                  |                  |                  |                  |                  |                  |                  |                  |                |                |                |                |                |                |                |                |                |                |                |

### Статистика в Д-Лиге
| Сезон                                                                                    | Команда     | Регулярный сезон | Регулярный сезон | Регулярный сезон | Регулярный сезон | Регулярный сезон | Регулярный сезон | Регулярный сезон | Регулярный сезон | Регулярный сезон | Регулярный сезон | Регулярный сезон | Серия плей-офф | Серия плей-офф | Серия плей-офф | Серия плей-офф | Серия плей-офф | Серия плей-офф | Серия плей-офф | Серия плей-офф | Серия плей-офф | Серия плей-офф | Серия плей-офф |
| Сезон                                                                                    | Команда     | GP               | GS               | MPG              | FG%              | 3P%              | FT%              | RPG              | APG              | SPG              | BPG              | PPG              | GP             | GS             | MPG            | FG%            | 3P%            | FT%            | RPG            | APG            | SPG            | BPG            | PPG            |
| ---------------------------------------------------------------------------------------- | ----------- | ---------------- | ---------------- | ---------------- | ---------------- | ---------------- | ---------------- | ---------------- | ---------------- | ---------------- | ---------------- | ---------------- | -------------- | -------------- | -------------- | -------------- | -------------- | -------------- | -------------- | -------------- | -------------- | -------------- | -------------- |
| 2012/13                                                                                  | Бейкерсфилд | 13               | 10               | 28,4             | 58,3             | 12,5             | 70,8             | 7,7              | 1,2              | 0,5              | 0,7              | 13,0             | Не участвовал  | Не участвовал  | Не участвовал  | Не участвовал  | Не участвовал  | Не участвовал  | Не участвовал  | Не участвовал  | Не участвовал  | Не участвовал  | Не участвовал  |
|                                                                                          | Всего       | 13               | 10               | 28,4             | 58,3             | 12,5             | 70,8             | 7,7              | 1,2              | 0,5              | 0,7              | 13,0             | Не участвовал  | Не участвовал  | Не участвовал  | Не участвовал  | Не участвовал  | Не участвовал  | Не участвовал  | Не участвовал  | Не участвовал  | Не участвовал  | Не участвовал  |
| Наведите курсор мыши на аббревиатуры в заголовке таблицы, чтобы прочесть их расшифровку. |             |                  |                  |                  |                  |                  |                  |                  |                  |                  |                  |                  |                |                |                |                |                |                |                |                |                |                |                |

### Статистика в колледже
| Сезон                                                                                   | Команда | GP  | GS | MPG  | FG%  | 3P%  | FT%  | RPG | APG | SPG | BPG | PPG  |  |
| --------------------------------------------------------------------------------------- | ------- | --- | -- | ---- | ---- | ---- | ---- | --- | --- | --- | --- | ---- |  |
| 2008/09                                                                                 | Бэйлор  | 34  | 10 | 16,4 | 64,9 | 0,0  | 56,9 | 3,6 | 0,3 | 0,6 | 1,0 | 5,4  |  |
| 2009/10                                                                                 | Бэйлор  | 36  | 0  | 23,3 | 69,7 | 0,0  | 71,6 | 5,1 | 0,3 | 0,5 | 0,8 | 9,3  |  |
| 2010/11                                                                                 | Бэйлор  | 31  | 18 | 31,0 | 53,5 | 0,0  | 68,5 | 7,7 | 0,9 | 0,9 | 1,5 | 12,4 |  |
| 2011/12                                                                                 | Бэйлор  | 38  | 38 | 29,7 | 57,7 | 50,0 | 78,2 | 7,4 | 1,0 | 0,9 | 1,8 | 12,0 |  |
|                                                                                         | Всего   | 139 | 66 | 25,1 | 60,2 | 33,3 | 70,8 | 6,0 | 0,6 | 0,7 | 1,3 | 9,8  |  |
| Наведите курсор мыши на аббревиатуры в заголовке таблицы, чтобы прочесть их расшифровку |         |     |    |      |      |      |      |     |     |     |     |      |  |